# Boom Technology
Boom Technology — американская стартап-компания, целью которой является создание гражданского сверхзвукового пассажирского самолёта на 45-55 мест, летающего на скорости до 2,2 маха (2335 км/ч). Согласно проекту, он мог бы долететь из Нью-Йорка в Лондон за 3,5 часа при стоимости билета туда и обратно порядка 5 тысяч долларов.

## История
Компания была основана в Денвере в 2014 году. В начале 2016 года компания участвовала в стартап-программе «Y Combinator» и получила финансирование от Y Combinator, Сэма Олтмена, Seraph Group, Eight Partners и других.
Ричард Брэнсон подтвердил, что Virgin Atlantic имеет опцион на 10 самолётов; кроме того, компания The Spaceship Company (дочерняя компания Virgin Galactic), будет участвовать в производстве и тестировании. Boom также сообщает, что идут переговоры о дополнительных 15 самолётов для неназванного европейского перевозчика; все опционы оцениваются в сумму 5 миллиардов долларов. Предполагаемая цена продажи самолёта составляет 200 миллионов долларов (без опций и салона).
В марте 2016 года у компания представил концептуальные чертежи и деревянные макеты самолётов. В октябре 2016 года проект был увеличен до 47 метров для увеличения пассажировместимости до 50 кресел, размах его крыльев незначительно увеличился и был добавлен третий двигатель, чтобы позволить маршруты с правилами ETOPS-180. Предполагалось, что прототип XB-1, имеющий размеры в одну треть от настоящего самолёта, оснащённый тремя турбореактивными двигателями General Electric CJ610 (гражданский вариант J85), совершит свой первый полёт в конце 2017 года с последующим сверхзвуковым лётным испытанием на авиабазе Эдвардс.
Конфигурация крыла представляет собой обычную сложную дельту для низкого сверхзвукового сопротивления, его форма близка к форме крыла «Конкорда», уменьшенного на одну четверть: нет низкого звукового удара, как у SAI Quiet Supersonic Transport (QSST) или ламинарного сверхзвукового потока как у Aerion AS2. Из-за низкого соотношения сторон крыла (около 1,5), сопротивление на низких скоростях очень велико, и для взлёта самолёт требует высокой тяги. Boom хочет использовать турбовентиляторные двигатели с средней степенью двухконтурности без форсажа, в отличие от двигателей «Конкорда». Требуемые характеристики обеспечивали только двигатели, применяющиеся на реактивных истребителях, но они потребляют много топлива и имеют недостаточную надёжность для коммерческой авиации (и ни один производитель двигателей вероятно не станет разрабатывать такой двигатель для самолёта, имеющего лишь 10 заказов). 
Кроме того, Boom должна решить проблему высоко поднятого носа при посадке, сильного шума на высоких скоростях и утроенного потребления топлива на единицу расстояния и на каждое место по сравнению с современными широкофюзеляжными самолётами.

## Модели самолётов
- Boom Overture[10]
  - Boom XB-1 Baby Boom[англ.]: сверхзвуковой демонстратор будущего Boom Overture — XB-1 «Baby Boom» был представлен в Денвере 15 ноября 2016 года. Он имеет длину 21 метр и размах крыльев 5,2 метра при максимальном взлётном весе в 6,1 тонны. Использует три двигателя General Electric J85-21 (16 кН) без форсажа, с изменяемыми геометрией входами и сопла, прототип должен поддерживать скорость 2,2 маха и иметь дальность в 1900 км. Построенный из лёгких композитов, он имеет кабину с двумя членами экипажа, расположенную в передней части, и широкие задние кромки[2]. Первый полёт (дозвуковой) ожидался в конце 2018 года.[11], но состоялся только в марте 2024 года[12]
- Supersonic business jet[англ.] (Бизнес-джет)